# 1976 في كندا
فيما يلي قوائم الأحداث التي وقعت خلال عام 1976 في كندا.

## أحداث
- 1 يناير – الألعاب البارالمبية الصيفية 1976
- 17 يوليو – الألعاب الأولمبية الصيفية 1976

## سياسة

### انتهاء فترة المنصب
- 13 سبتمبر – جان كريتيان رئيس مجلس وزارة المالية [الإنجليزية]‏.
- 15 نوفمبر – جان بول عضو الجمعية الوطنية في كيبك [الإنجليزية]‏.

## رياضة
- 3 أكتوبر – جائزة كندا الكبرى 1976 الفائز جيمس هانت.

## أفلام
من الأفلام التي صدرت هذه السنة في كندا:
- 1 يناير – الفتاة الصغيرة التي تعيش أسفل الممر من إخراج نيكولا غيسنر.

## مواليد

### يناير
- 1 يناير – جينيفر باكستر ممثلة كندية.
- 1 يناير – ستيفان لافلور
- 1 يناير – كريج ديفيدسون
- 24 يناير – فانيسا ويب لاعبة كرة مضرب كندية.
- 27 يناير – تود ماكولوتش لاعب كرة سلة كندي.

### فبراير
- 13 فبراير – فيست موسيقية كندية.

### مارس
- 5 مارس – مايكل ماكان
- 19 مارس – راشيل بلانشارد ممثلة كندية.

### أبريل
- 24 أبريل – سونيا جياسيلان لاعبة كرة مضرب كندية.
- 24 أبريل – فريديريك نيماير

### مايو
- 10 مايو – مقتل كريستين فرنش
- 12 مايو – كاردينال أوفيشال موسيقي كندي.
- 22 مايو – شين كويزان شاعر كندي.
- 25 مايو – كريس بوبي ممثل كندي.

### يونيو
- 5 يونيو – جيانيس جيانوليس لاعب كرة سلة يوناني.
- 23 يونيو – إيمانويلي فوجير

### يوليو
- 2 يوليو – داني بيدار مغني كندي.

### أغسطس
- 27 أغسطس – سارة تشالك ممثلة كندية.

### سبتمبر
- 9 سبتمبر – كيفين درو موسيقي كندي.

### أكتوبر
- 23 أكتوبر – جولي هوارد سبّاحة كندية.
- 23 أكتوبر – رايان رينولدز ممثل كندي.

### نوفمبر
- 7 نوفمبر – ميليسا آيد ممثلة كندية.
- 20 نوفمبر – لورا هاريس ممثلة كندية.

### ديسمبر
- 4 ديسمبر – ديف توماس لاعب كرة سلة كندي.
- 26 ديسمبر – براد سوايل ممثل كندي.

## وفيات

### يناير
- 1 يناير – أنتوني أرمسترونغ (مواليد 1897)

### فبراير
- 9 فبراير – بيرسي فايت (مواليد 1908) ملحن أمريكي.